# Lepidozia serrulata
Lepidozia serrulata là một loài Rêu trong họ Lepidoziaceae. Loài này được J.J. Engel mô tả khoa học đầu tiên năm 2004.